# Hippotragus gigas
Hippotragus gigas — вимерлий вид антилоп, відомий з пліо-плейстоцену Африки.

## Таксономія
Hippotragus gigas був виявлений Луїсом Лікі в 1965 році, який описав його як «гіппотрага гігантських розмірів». Скам'янілості вперше були знайдені в шарі II Олдувайської ущелини в східній Африці, а також були знайдені в Алжирі та Південній Африці.

## Опис
Виходячи з молярного розміру, цей вид був трохи більшим за своїх живих родичів і важив би близько 300 кг. Окрім більшого розміру, моляри можна відрізнити за округлими горбками, великими базальними стовпами, округлими ребрами та великими козячими складками на нижніх молярах. Його рогові ядра також були менш стиснуті медіолатерально, ніж у його родичів. H. gigas також мав зменшений ряд премолярів порівняно з живими видами Hippotragus. Це похідна ознака для роду, яка свідчить про те, що живі види не походять від H. gigas.